# Bloodivores
『Bloodivores』（ブラッディヴォーレス、中: 时空使徒）は、白驍による中国のウェブコミック。

## あらすじ
かつて世界的に蔓延し殺人など凶悪犯罪の温床となっていた「不眠症」の治療法として新薬が開発され、その流行が収まる代わりに新薬の副作用によって「嗜血種（しけつしゅ）」と呼ばれる吸血人種が作り出される。やがて人類は嗜血種との間で起こった戦争に勝利し、新設した「国安部特管局」の管理下に置く事に成功する。
リュウは人類と嗜血種との間に生まれた子だったが、銀行襲撃事件の主犯格として逮捕・拘置され、「青里（あおり）」にある特殊刑務所に送られる。国安部特管局のリーダーでもある父の手引きで脱獄に成功したリュウだったが、そこへ謎のモンスターが襲い掛かる。

## 登場人物

### 主要人物
ミ・リュウ
声 - 赤羽根健治、小橋里美（幼少期）
主人公。17歳。人類と嗜血種との間に生まれた子。幼少期は「平和の子」として世間の注目を浴びていたが、今では完全にお尋ね者で強盗罪に収容所に入れられる。そこで放たれた怪物達から生き延びるため、アンジを連れて行動する。仲間の裏切りによりアンジが大怪我を負い、なんとか応急手当はしたが、それでも危険な状態は変わらなく、憎んでいる父親に埋め込まれた青玉の検索で輸血の情報を入手。そして、アンジに切り口から口に飲ませる感じで輸血を開始したが、無作法に輸血をしたせいでアンジが凶暴化、自分に襲い掛かり必要以上に血を奪われ気を失うが、目を覚ました時、自分達のいる部屋の壁に大きな穴が開いていて、傷ついたアンジをおぶって移動を開始する。彼は過去に孤独に苛まれていたところアンジに声をかけられたことで、行方不明になった母親の面影を思い出したことで彼女を護ろうと今まで行動していたことを話した。その後、アンジを護れなかったことをフォンに攻められるが、自分達の孤児院を護る為に銀行強盗計画を立案したが、それに失敗し、親友達をこんな辛い目に合わせてしまったという罪悪感に押しつぶされそうになっている。しかし、アンジが蘇生し再び希望を得たことで、今度はヤヤの残り少ないカウントを稼ぐために、ある計画を立てる。それはヤヤに弱った怪物を倒させる事だが、血能に覚醒し暴走するリー・シンとやり合うことになり、アンジが持ってきたグレネードによってリー・シンの暴走を止めることができたが、自分が死んだと誤認したアンジが怒りで我を忘れ、リー・シンに切りかかるのを止める。
保有する血能は、目視で確認したポイントに引力を発生させ、そこへ自由落下する能力。対応できるのは最大で10mほどでそれ以上の移動はビルから落下する時同様、肉体が損壊する。密閉された空間でその威力を発揮する。
ゾー・アンジ
声 - 喜多村英梨
ヒロイン。17歳。孤児院でリュウらと同居していた少女。敬語を使う。彼と共に孤児院を救う為に銀行襲撃に加わるが、トイレから出てきた子供をウィンが口封じしようとしていたところ、子供を庇ったことで自分の首輪のGPSが作動したことで警察に察知され、自分だけ残ろうとしたが、ミ・リュウに連れられ逃亡。だが結局、ミ・リュウ共々逮捕される。その後、怪物が出現する収容所でミ・リュウと行動を共にするが、共に逃げ出していた仲間の１人の裏切りにより怪物の攻撃をまともに受け深手を負ってしまい、ミ・リュウの輸血でなんとか命は取り留めたが、無意識のまま嗜血種として凶暴化、暴走しミ・リュウに襲い掛かり、首筋に噛みつき血を飲み続ける。その後、意識を取り戻すまで回復したが、弱っていることには変わりがないため、ミ・リュウにおぶってもらうが、これ以上彼の負担になりたくないという思いから自分を置いて先に行って、フォンとチャオを助けてくれるようお願いすると同時に、自分はミ・リュウが好きだったと告白する。その後、大怪我のあまり命を落としてしまい、ミ・リュウとフォンがぶつかり合うきっかけを作ってしまったが、謎の金髪少女のせいか、蘇生した。その後は、何も変わらない様子でミリュウ達と行動を共にする。１人の殿を務めるミ・リュウを放っておけなく、フォンが持っていたグレネードを持ってミリュウとの共同作戦でリー・シンを止める行動に出る。ピンを抜いたグレネードをリー・シンに投げつけたが、それを刃で弾かれミ・リュウに向かって落下するのを、突然覚醒した血能によってグレネードをリー・シン向かって飛んでいき、暴走を食い止めることに成功したが、気絶したミ・リュウを死んだと思い込み、突然立ち上がったリー・シンに切りかかろうとしたが、意識を取り戻したミ・リュウに止められ、無事だったということに大泣きする。その後、覚醒した血能で建物に潜むモンスターを抑える役割を担う。
フォンに好意を抱かれているようだが、それにはまったく気づいていなく、ミ・リュウの方に意識が寄っていて好意感情を持っている。
保有する血能は影を操り、相手を捕縛したりできる。覚醒すると同時にミ・リュウの母親らしき影が関係している様子。
チェン・フォン
声 - 市来光弘
20歳。孤児院でのリーダー格。幼少の頃、嗜血種ということで周りから蔑まれ、ウィンと共に悲しい日々を送っていた。ミ・リュウとアンジと同じく、怪物が出る収容所に入れられるが、怪物騒ぎのせいでチャオ以外とは逸れたまま。その後、チャオや他の囚人達と共に怪物達から逃げ追い込まれた囚人の１人がハンドグレネードで自殺しようとした時、男が持つハンドグレネードを取り上げようとしたが、チャオの発砲でハンドグレネードの奪取に成功した。だが罪悪感に見舞われるチャオを慰めようとしたが、言葉がでなく自分のせいでミ・リュウやアンジーにチャオを辛い思いをさせてしまったと考え出し、ハンドグレネードを持ってバリケードを登り、外に通じるドアを吹き飛ばす計画を立て、自分の罪滅ぼしをしようとする。そして、バリケードの頂上でルー・ヤオを対面。彼の圧倒的な力に唖然とする。脅威が去った後、チャオからミ・リュウとアンジは裏切ったと言っているが、自分は最後まで２人を信じる考えを突き通している。しかしチャオはルー・ヤオに付いて行くと言って聞かなく、チャオが去っていくのを見てることしかできなく、１人でミ・リュウとアンジを探すことを決める。ミ・リュウのことを知っているリー・シンと行動を共にし２人を探している時、ミ・リュウの血能の影響で激しい頭痛に襲われ、リー・シンがその場所を突き止めた時、奇妙な部屋でリー･シンが金髪の少女を見つけるが、彼が女性恐怖症であるため、ミ・リュウを見つけるまでずっと抱きかかえて移動していた。
アンジが息を引き取った状態で横たわっているのと、やり場のない怒りを怪物にぶつけているミ・リュウの姿を目撃。元々アンジに好意を抱いていた自分にとって、アンジをどうして護れなかったというどうしようもない怒りと悲しみをミ・リュウにぶつけてしまい、その後は２人揃ってお互い無力だった自分に涙を流す。頭が冷えた後は、ルー・ヤオに付いて行ったチャオを探し青里から脱出すると考えているが、アンジが蘇生しそれからはミリュウと共に行動を共にする。
ウィン・チャオ
声 - 山口翔平、加藤祐梨（幼少期）
18歳。孤児院の仲間。嗜血種ということで蔑む世界を憎んでいる。銀行強盗時、そこの支店長の心無い言葉に苛立ち、暴行を加えるくらい。トイレから子供が出てきた時、口封じしようとしたが、ミ・リュウとアンジーに止められるだけでなく、アンジーのGPSが作動していることで、彼女を見捨てようとするが、ミ・リュウがアンジーを連れて逃走するなど、彼のやり方に疑問を覚えるようになる。収容所に入れられた時、そこのことを追求しようとしたが、怪物騒ぎで逸れ、追い込まれた囚人の１人がハンドグレネードで自殺しようとした時、その男に向けて発砲。その時初めて人の命を奪った罪悪感に見舞われる。その後、ルー・ヤオの圧倒的な力で怪物達を倒していく姿に心を奪われ、彼に付いて行けばと考え出すようになり、ミ・リュウとアンジとフォンを見限り、他の嗜血種達と共にルー・ヤオの下に行ってしまった。その後、ルー・ヤオの下に訪れたミ・リュウとフォンの２人が持っていた通信機を密かに持っていて、建物に潜む大型モンスター退治に手を貸してくれた。同時にアンジの血能を見た時、捕まる前にアンジの異変に気づいていた。

### 青 里
リー・シン
声 - 佐藤拓也
ミ・リュウが収容所に入れられた時、最初に出会ったプロの殺し屋。女性の前でも平気で着替えられるくらい神経が太い。突如、自分達に襲い掛かってきた怪物達と戦っている最中、ミ・リュウ達がエアダクトに逃げ込もうとした時、自分も誘われたが殿を務めるつもりで断った。その後、ルー・ヤオとは顔見知りの関係で、彼に突然戦いを挑んだが、力の差は歴然で軽く一蹴されてしまう。そのせいもあり、ルー・ヤオとはあまり関わりたくない様子。その後、フォンがミ・リュウ達を探している話を聞き、彼らはエアダクトに逃げ込んだがその後のことは分からない、と伝える。それからは、ミ・リュウとアンジを捜索するフォンに協力するが、その途中で激しい頭痛に襲われ、奇妙の部屋を見つけ、そこでヤヤを見つけるが、女性恐怖症であるため肌に触れることすらできないくらい重症である。
ミ・リュウとフォンがヤヤのカウントを稼ぐためにルー・ヤオの下に行っている最中、自分の血能が覚醒。身体から刃を出しながら暴走状態となり、アンジとヤヤに襲い掛かる。
ヤヤ
声 - 仲田ありさ
謎の奇妙な部屋でフォンとリー･シンが見つけたワンピース姿をした金髪の少女。何故か言葉を話せなく「ヤヤ」としか喋られなく、フォン達が『ヤヤ』と呼んでいる。しかも運動能力が高くかなり野性的な性格をしている。息を引き取ったアンジの側で眠ったことで、蘇生させたというが、彼女自身にその自覚はないが、リー・シンからは血能なのではと言われている。
自分につけられている首輪のカウンターが５秒となっていて、ミ・リュウの作戦で建物に潜む大型モンスターを仕掛けた爆弾のスィッチを押したことで、カウンターが５秒から５５秒に増えた。
ルー・ヤオ
声 - 速水奨
フォンがバリケードの頂上に辿りついた時に出会った男。彼は政府が指名手配したS級手配犯で、世間からは『悪魔』『失格者』と呼ばれるほどの危険人物だが、怪物達を圧倒的な力で次々と薙ぎ払った。そのお陰で命が助かったと思い込んだ囚人達は、縋りつく思いで彼を崇拝するようになる。
自分の下に訪れてきたミ・リュウに興味を持ち、彼に血能にも気づいていて、さり気無くミ・リュウに手の内を明かさせるのであった。ミ・リュウがヤヤのカウントを稼ぐために武器の貸し出しを要求してきて、それに関しても面白いと発言する。
チョウ・イ・フェン
声 - 笹本菜津枝
ミ・リュウとリー・シンと共に収容クローゼットに入れられていた女性。怪物騒ぎでは、アンジと共に行動していたが、途中でアンジを盾にして１人だけ安全地帯の部屋に避難。アンジが瀕死の状態に追い込んだ張本人でもある。血能で飛び怪物から逃亡中のミ・リュウを自分の下に誘ったが、自分の裏切り行為が祟り、見捨てられ怪物の餌食になったと思っていたが、ルー・ヤオの下に居て無事な姿を訪れてきたミ・リュウに見せるのであった。それからはもう完全にルー・ヤオの愛人となっている。

### その他
レイ刑事
声 - 宮澤正
ミ・リュウ達が乗せられた護送車の襲撃事件の不自然さを追って捜査をしている刑事。捜査時にミ・リュウ達４人の居た嗜血種の孤児院で盗聴器入りの人形を見つけ、そこにミ・リュウ達が孤児院を残すために銀行強盗を起こした犯行前の記録を見つける。
アンドロイド
声 - 喜多村英梨
ミ・リュウ達嗜血種を青里に送り込んだ後、全員にここで生活してもらいますと説明するために出てきたアンジそっくりのアンドロイド。しかし突如現れた怪物の出現により壊れてしまう。アンジ自身もなぜ自分がモデルになっているのか知らない。壊され頭部だけになってしまったが、一部機能だけは生きている様子。

## テレビアニメ
日中合作アニメとして、2016年10月1日より12月までTOKYO MXにて毎週土曜 21時 - 21時30分のハオライナーズ枠土曜21時版にて放送された。
アニメ制作を務めたCreators in Pack Inc.にとって、今作が初の30分枠アニメの元請作品となった。

### スタッフ
- 原作 - 白驍
- 監督・シリーズ構成・絵コンテ - 陳燁
- 演出チーフ - 中邑正
- キャラクターデザイン - Creators in Pack Inc.
- クリーチャーデザイン - 福島達也
- 色彩設定 - のぼりはるこ
- 美術監督 - 海野よしみ
- 美術設定 - 長澤順子
- 撮影監督 - 木村実乃理
- CG監督 - 齋藤威志
- 編集 - 片瀬健太
- 音楽 - ISAO (大西プランニング）
- 音楽制作 - Cloud22
- 音響監督 - ひらさわひさよし
- アニメーションプロデューサー - 石田貴久
- アニメーション制作 - Creators in Pack Inc.
- 制作協力 - Namu Animation
- 製作 - Bloodivores製作委員会

### 主題歌
オープニングテーマ「与我共鳴-NENTEN-」
作詞・歌 - Mili（日本/中国） / 作曲 - Yamato Kasai（日本）、momocashew（中国）
中国語版は中国放送第3-7話で使用。
エンディングテーマ「QUIET SQUALL」
作詞 - Annabel / 作曲 - 蓮尾理之 / 編曲・歌 - siraph
中国版オープニング「Disciple」（第1-2話、第8-12話）
作詞 - 七世 / 作曲・編曲 - 邓浩明铭 / 歌 - RiyO

### 各話リスト
| 話数     | サブタイトル   | 演出                            | 作画監督                                                          |
| -------- | -------------- | ------------------------------- | ----------------------------------------------------------------- |
| 第一話   | 嗜血種         | 森友宏樹                        | Kim Bongduck                                                      |
| 第二話   | 覚醒           | 森友宏樹 Lee Sangwoo            | Lee Seongjae、Kim Jongbeom Kim Bongdeok                           |
| 第三話   | 血能           | 宮田亮                          | 波風立流、桜井このみ                                              |
| 第四話   | 犠牲           | 高山秀樹                        | Kim Bongdeok、Lee Seongjae Kim Jongbeom、Park Inam                |
| 第五話   | 青玉           | 森友宏樹 Lee Sangwoo            | Kim Bongduck、Lee Seongjae Kim Jongbeom、Lee Yeongmi Kim Seongman |
| 第六話   | 選択           | ありえゆうき                    | 桜井このみ                                                        |
| 第七話   | 再会           | 高山秀樹 森友宏樹               | Kim Bongduck、Lee Seongjae Kim Jongbeom、Lee Yeongmi Park Yinam   |
| 第八話   | カウントダウン | Lee Sangwoo                     | Kim Bongduck、Lee Seongjae Gang Daeryong、Kim Jongbeom            |
| 第九話   | 一会           | 大久保唯男                      | 阿部可奈子、張丁 Inn Cyou                                         |
| 第十話   | 計画           | 森友宏樹                        | Kim Bongduck、Lee Seongjae Lee Kwanwoo、Kim Hyoungil              |
| 第十一話 | Boom           | 布施康之                        | Kim Bongduck                                                      |
| 第十二話 | 反撃           | 大久保唯男 森友宏樹 Lee Sangwoo | 阿部可奈子、笹川弥幸 Kim Bongdeok、容洪                           |